# Kemneriella
Kemneriella is een geslacht van vlinders uit de familie wespvlinders (Sesiidae), onderfamilie Sesiinae.
Kemneriella is voor het eerst wetenschappelijk beschreven door Bryk in 1947. De typesoort is Kemneriella malaiseorum.

## Soort
Kemneriella omvat de volgende soort:
- Kemneriella malaiseorum Bryk, 1947